# Pepin County
Pepin County är ett administrativt område i delstaten Wisconsin, USA. År 2010 hade county 7 469 invånare. Den administrativa huvudorten (county seat) är Durand. 
Countyt är författaren Laura Ingalls Wilder födelseplats. 

## Geografi
Enligt United States Census Bureau har countyt en total area på 644 km². 602 km² av den arean är land och 42 km² är vatten.

### Angränsande countyn
- Pierce County - nordväst
- Dunn County - nord
- Eau Claire County - öst
- Buffalo County - syd
- Wabasha County, Minnesota - sydväst
- Goodhue County, Minnesota - väst